# Parachute (drogas)
Parachuting ou bombing é um método de administração de drogas que consiste na trituração de uma substância em pedaços ou pó para, em seguida, envolvê-la em um pedaço de papel comestível, seja para evitar o gosto desagradável de algumas substâncias ou ampliar os efeitos provocados. O método é usado principalmente na preparação de drogas farmacêuticas que são trituradas para uso recreativo.
Produtos como papel higiênico, celulose, sedas para enrolar tabaco e alguns tipos de tecidos são utilizados nesse método de ingestão de drogas.
O parachuting é utilizado principalmente para fins recreativos, pois as drogas são absorvidas mais rapidamente assim que o invólucro se desfaz no estômago. Entre usuários recreativos, opioides, anfetaminas, benzodiazepínicos e outros estupefacientes podem ser administrados utilizando esse método.